# Baborówko
Baborówko [babɔˈrufkɔ] (en alemán: Hartschütz) es un pueblo ubicado en el distrito administrativo de Gmina Szamotuły, dentro del Distrito de Szamotuły, Voivodato de Gran Polonia, en el oeste de Polonia central. Se encuentra aproximadamente a 4 kilómetros al sureste de Szamotuły y a 28 kilómetros al noroeste de la capital regional Poznań.
El pueblo tiene una población de 480 habitantes.